# 旧横浜正金銀行上海支店ビル

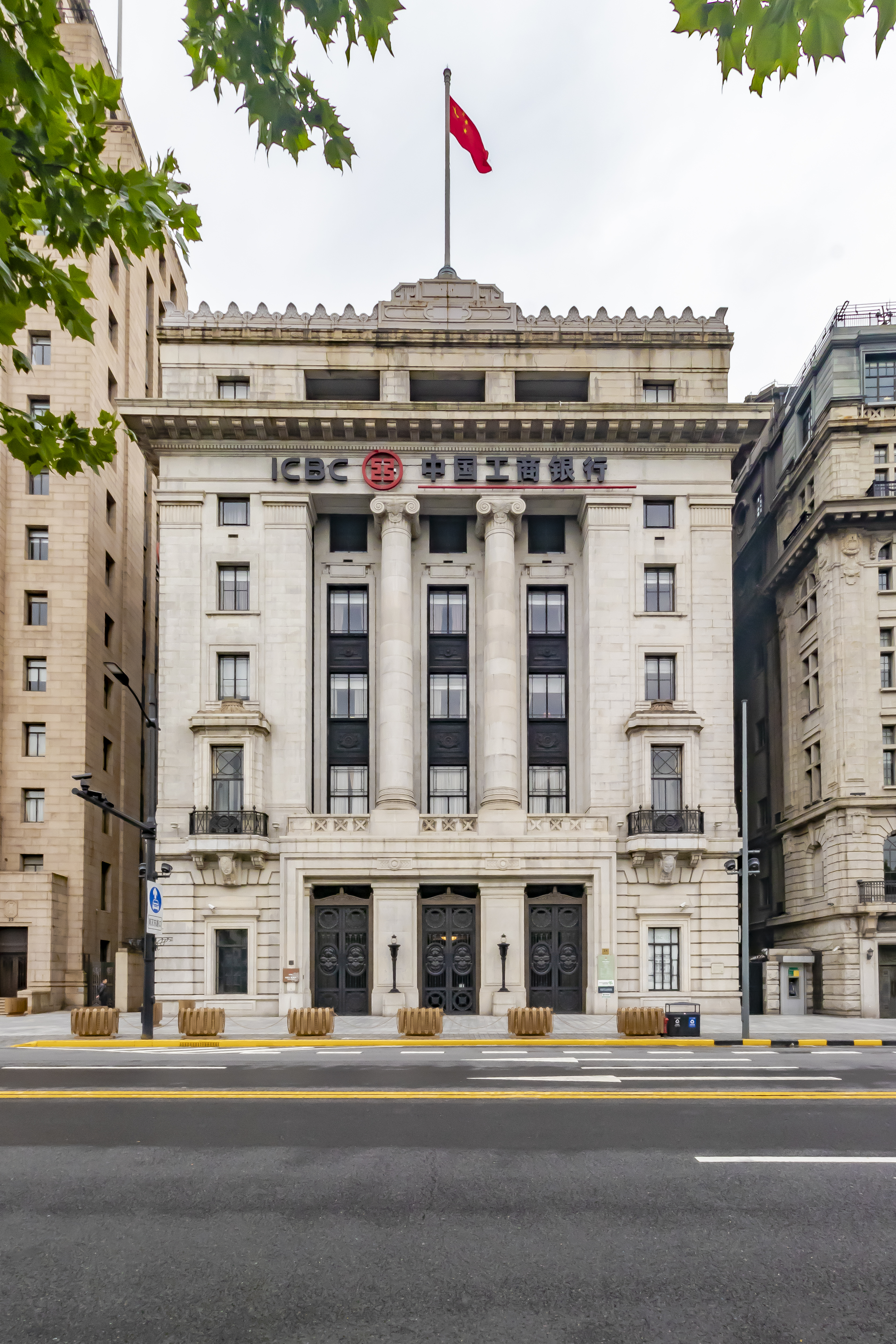
横浜正金銀行ビル

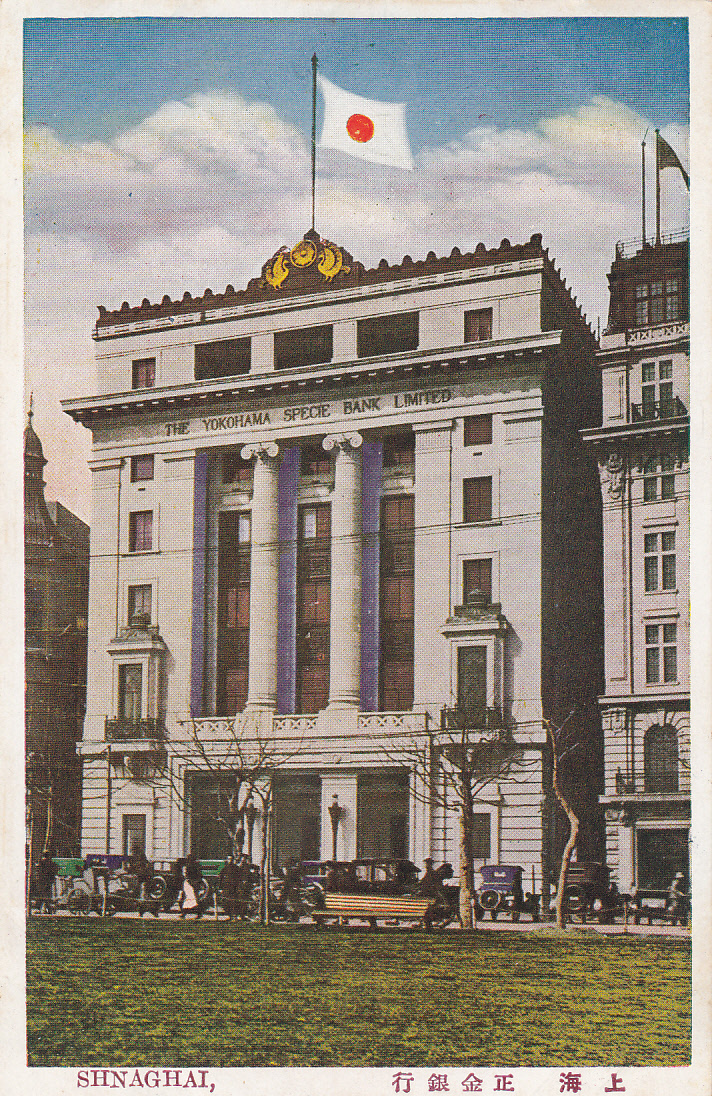
竣工当時の様子

横浜正金銀行上海支店ビル（よこはましょうきんぎんこうシャンハイしてん）は上海、外灘にあるビル。旧地番から外灘24号とも呼ばれる。横浜正金銀行が上海支店として建てた。

## 前歴
横浜正金銀行は日本の半官半民の貿易金融や外国為替の専門銀行である。1893年に中国での業務を展開し、上海支店を開店した。初期には他のビルの一室を借りていたが、業務が発展した後に、外灘32号の土地を購入して、ビルを建設した。また、1923年にはサッスーン家の所有地であった外灘24号を買い取り、元からあったビルを取り除き、英国のパーマー＆ターナー社に建築を依頼して1924年に完成した。

## 建築様式
建築は一棟六階建てで総床面積は18,732m2になった。イオニア式の円柱を採用している。

## 建築後
1945年以降、このビルは修理された後に中央銀行の所在地となった。ビルの名前も中央銀行ビルとなった。1949年に中国共産党により上海が占領されると、このビルは中国人民銀行の華東区のオフィスになった。1956年、上海紡績工業局はこのビルに入店し、業務を執り行った。現在は中国工商銀行上海支店として使用されている。